# Баґениці (Вармінсько-Мазурське воєводство)
Баґениці (пол. Bagienice, нім. Alt Bagnowen; 1938-45: Althöfen) — село в Польщі, у гміні Мронгово Мронґовського повіту Вармінсько-Мазурського воєводства.
Населення — 99 осіб (2011).
У 1975-1998 роках село належало до Ольштинського воєводства.

## Демографія
Демографічна структура станом на 31 березня 2011 року:
|          | Загалом | Допрацездатний вік | Працездатний вік | Постпрацездатний вік |
| -------- | ------- | ------------------ | ---------------- | -------------------- |
| Чоловіки | 48      | 12                 | 35               | 1                    |
| Жінки    | 51      | 9                  | 36               | 6                    |
| Разом    | 99      | 21                 | 71               | 7                    |